# UCI Coupe des Nations Femmes Juniors 2016
Navigation
Édition suivante
L'UCI Coupe des Nations Femmes Juniors 2016 est la première édition de l'UCI Coupe des Nations Femmes Juniors. Elle est réservée aux cyclistes de sélections nationales de moins de 19 ans (U19). Elle est organisée par l'Union cycliste internationale. Pour cette édition inaugurale, treize épreuves sont au programme, deux classiques, deux courses par étapes, sept championnats continentaux et les deux épreuves des mondiaux.

## Résultats

### Épreuves
| Date         | Épreuve                                        | Pays      | Vainqueur             | Deuxième         | Troisième           | Vainqueur (nations) | Leader (nations) |
| ------------ | ---------------------------------------------- | --------- | --------------------- | ---------------- | ------------------- | ------------------- | ---------------- |
| 21 janvier   | Championnats d'Asie du contre-la-montre        | Japon     | Ting Ting Chang       | Yin Yu Ma        | Chaniporn Batriya   | Taipei chinois      | Taipei chinois   |
| 22 janvier   | Championnats d'Asie sur route                  | Japon     | Misuzu Shimoyama      | Ting Ting Chang  | Yumena Hoso         | Japon               | Taipei chinois   |
| 23 février   | Championnats d'Afrique du contre-la-montre     | Maroc     | Donia Rashwan Mahmoud |                  |                     | Égypte              | Taipei chinois   |
| 20 mars      | Trofeo Da Moreno-Piccolo Trofeo Alfredo Binda  | Italie    | Clara Copponi         | Susanne Andersen | Letizia Paternoster | Italie              | Italie           |
| 27 mars      | Gand-Wevelgem juniors                          | Belgique  | Nathalie Bex          | Elisa Balsamo    | Susanne Andersen    | Pays-Bas            | Italie           |
| 6-9 avril    | Energiewacht Tour juniors                      | Pays-Bas  | Christa Riffel        | Anne de Ruiter   | Karlijn Swinkels    | Pays-Bas            | Pays-Bas         |
| 10-12 juin   | Albstadt-Frauen-Etappenrennen                  | Allemagne | Juliette Labous       | Karlijn Swinkels | Susanne Andersen    | France              | Pays-Bas         |
| 11 juin      | Championnats panaméricains du contre-la-montre | Mexique   | Tatiana Dueñas        | Andrea Ramírez   | Julyn Aguila        | Colombie            | Pays-Bas         |
| 12 juin      | Championnats panaméricains sur route           | Mexique   | Andrea Ramírez        | Lady Alzate      | Ana Marina Herros   | Mexique             | Pays-Bas         |
| 14 septembre | Championnats d'Europe du contre-la-montre      | France    | Lisa Morzenti         | Alessia Vigilia  | Juliette Labous     | Italie              | Pays-Bas         |
| 16 septembre | Championnats d'Europe sur route                | France    | Liane Lippert         | Elisa Balsamo    | Sophie Wright       | Italie              | Pays-Bas         |
| 10 octobre   | Championnats du monde du contre-la-montre      | Qatar     | Karlijn Swinkels      | Lisa Morzenti    | Juliette Labous     | Italie              | Pays-Bas         |
| 12 octobre   | Championnats du monde sur route                | Qatar     | Elisa Balsamo         | Skylar Schneider | Susanne Andersen    | Italie              | Pays-Bas         |

### Classement par nations

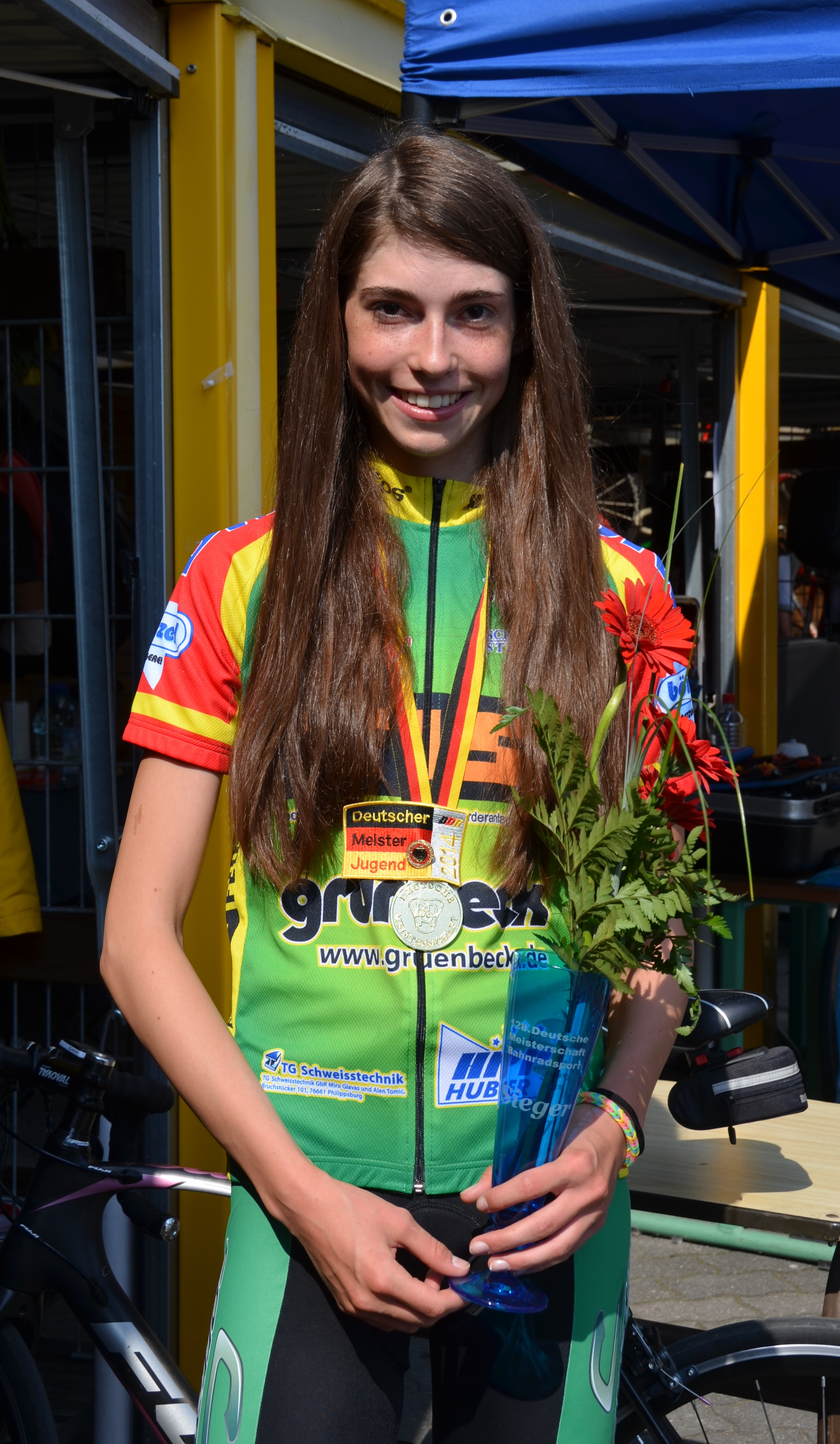
L'Allemande Christa Riffel remporte l'Energiewacht Tour juniors.

| #  | Pays            | Pts. |
| -- | --------------- | ---- |
| 1  | Pays-Bas        | 243  |
| 2  | Italie          | 175  |
| 3  | France          | 140  |
| 4  | Allemagne       | 122  |
| 5  | Norvège         | 114  |
| 6  | Grande-Bretagne | 56   |
| 7  | États-Unis      | 41   |
| 8  | Suisse          | 35   |
| 9  | Belgique        | 34   |
| 10 | Danemark        | 31   |